# برج بالان
برج بالان یک روستا در ایران است که در دهستان زالیان واقع شده‌است. برج بالان ۱۰۴ نفر جمعیت دارد.
borj_balan_official